# San Jorge (Samar)
San Jorge is een gemeente in de Filipijnse provincie Samar op het gelijknamig eiland Samar. Bij de laatste census in 2007 had de gemeente ruim 14 duizend inwoners.

## Geografie

### Bestuurlijke indeling
San Jorge is onderverdeeld in de volgende 41 barangays:
| - Anquiana - Aurora - Bay-ang - Blanca Aurora - Buenavista I - Buenavista II - Bulao - Bungliw - Cabugao - Cag-olo-olo - Calundan - Cantaguic - Canyaki - Cogtoto-og | - Erenas - Gayondato - Guadalupe - Guindapunan - Hernandez - Himay - Janipon - La Paz - Libertad - Lincoro - Mabuhay - Mancol - Matalud - Mobo-ob | - Mombon - Puhagan - Quezon - Ranera - Rawis - Rosalim - San Isidro - San Jorge I - San Jorge II - San Juan - Sapinit - Sinit-an - Tomogbong |

## Demografie
San Jorge had bij de census van 2007 een inwoneraantal van 14.134 mensen. Dit zijn 758 mensen (5,7%) meer dan bij de vorige census van 2000. De gemiddelde jaarlijkse groei komt daarmee uit op 0,76%, hetgeen lager is dan het landelijk jaarlijks gemiddelde over deze periode (2,04%). Vergeleken met de census van 1995 is het aantal mensen met 2.199 (18,4%) toegenomen.

De bevolkingsdichtheid van San Jorge was ten tijde van de laatste census, met 14.134 inwoners op 241,2 km², 58,6 mensen per km².